# Giuliana di Nicomedia
Santa Giuliana (Nicomedia, 285 circa – Nicomedia, 305 circa) fu martire sotto l'imperatore Diocleziano. Molto venerata in Campania e nei Paesi Bassi. La Chiesa cattolica la festeggia il 16 febbraio, come indicato nel Martyrologium Hieronymianum.

## Biografia
Giuliana nacque intorno al 285 a Nicomedia. Appartenente a una famiglia pagana si convertì al cristianesimo.
Fu promessa in sposa al prefetto della città ma ella pose come condizione al matrimonio la conversione al Cristianesimo da parte dello sposo. Di fronte a questa pretesa fu denunciata dallo stesso fidanzato e condotta davanti al tribunale perché cristiana praticante.
Nonostante la prigionia non rinnegò la propria fede e venne condannata a morte.
Venne quindi decapitata nell'anno 305.
Secondo la ricostruzione agiografica la Santa fu martire nel 304-305 a Nicomedia (İzmit: città della odierna Turchia). All'epoca del martirio di Giuliana, Nicomedia era stata eletta, dopo Roma, sede privilegiata dell'impero, dove l'imperatore Diocleziano, dopo aver istituito la tetrarchia, pose la propria residenza ed esercitò la sua opera urbanistica.
La persecuzione di Diocleziano partì proprio da Nicomedia, ed Eusebio narra che furono individuati e perseguitati cristiani anche negli uffici e nei palazzi imperiali. I martiri di quella città furono svariati e tra questi Doroteo che era un notabile dell'impero, ed Antimo che era vescovo della città. 
Giuliana era la diciottenne figlia di un funzionario imperiale, ed ella per amore della fede cristiana rinunciò al matrimonio con il prefetto Eleusio. Nessuna lusinga valse a smuoverla dalla sua decisione e perciò subì il martirio insieme con il vescovo Antimo, con santa Barbara e con altri santi.
Le sue spoglie custodite da una matrona romana, furono venerate nella cattedrale di Cuma, oggi distrutta, che le accolse dopo il naufragio della nave che le conduceva verso Roma.

## Culto

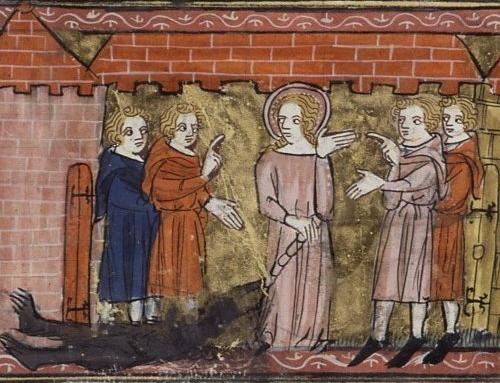
Dipinto medioevale che vede Giuliana con alla catena il demonio

Giuliana venne subito venerata tra i santi e le sante più note del paleo-cristianesimo in Campania. La sua bella icona fu dipinta nel V secolo in un'edicola a lei intitolata nelle catacombe di San Gennaro extra moenia a Napoli.
Nella Napoli bizantina la Santa fu vista come una figura giovanile bella e brillante e rappresentò l'esemplare modello di Vergine Cristiana. Ella suscitò una grande devozione popolare che fu sostenuta dalle monache del monastero di Donnaromita, le quali vivevano secondo i dettami della Regola di San Basilio. Queste monache seguirono poi la Regola di san Benedetto e, custodendo il corpo della santa dopo la distruzione di Cuma, estesero ancora più la devozione in tutti i luoghi della cristianità europea ove viveva la testimonianza benedettina. Testimonianze del culto della santa si ritrovano così a Vallepietra, in Inghilterra e in Spagna, e sue reliquie si trovano a Perugia e a Verona.

## Traslazioni
Nel 568 fu traslata a Cuma. La basilica di Cuma, principale luogo della devozione medievale, fu frequentata fino al primo decennio del XIII secolo, epoca in cui la città, contesa dalle contrapposte forze sveve e napoletane, fu teatro di battaglie e di distruzioni. Nel 1207 Cuma fu lasciata all'abbandono e le reliquie di Giuliana furono traslate al monastero napoletano delle Clarisse di Santa Chiara: attualmente sono conservate nella cripta di San Guglielmo del monastero benedettino di Montevergine.

## Compatrona di Frattamaggiore
Quando nel 1207 Cuma fu distrutta, la popolazione si trasferì nell'agro di Giugliano, di Aversa, e nella Fratta atellana ove era già insediata dal IX secolo una componente proveniente da Miseno, città flegrea distrutta dai saraceni, e devota a San Sossio. Da quel tempo la città di Frattamaggiore celebra la Santa come sua patrona principale insieme con San Sossio. 
La figura di santa Giuliana venne celebrata nel tempio cittadino, nel santorale e nella principale iconografia religiosa frattese. Essa fu variamente effigiata (affreschi e pale lignee medievali, dipinti di G.B. Lama (1570) di Luca Giordano e di Francesco De Mura; diverse statue e reliquari dal XVI al XIX secolo; iconografia popolare delle cappelle e delle edicole votive, e lapidario del paese.

## Comuni italiani di cui è santa patrona
- Borgolavezzaro
- Caponago
- Frasso Telesino
- Frattamaggiore compatrona
- Cesiomaggiore
- Villa del Conte
- Zelo Surrigone
- Giugliano protettrice[2][3]